# Eneko Furundarena Maiz
Eneko Furundarena Maiz (geboren am 30. April 2003 in Usurbil) ist ein spanischer Handballspieler, der auf der Spielposition Rückraum links eingesetzt wird.

## Vereinskarriere
Eneko Furundarena Maiz begann mit dem Handball bei Usurbil Eskubaloia und spielt bei Bidasoa Irun, mit dem er in der Saison 2020/2021 in der Liga Asobal debütierte.
Mit dem Team aus Irun nahm er an europäischen Vereinswettbewerben teil.

## Auswahlmannschaften
Sein erstes Spiel für Spanien absolvierte er am 15. Dezember 2017 gegen die Auswahl Portugals. Furundarena nahm als Juniorennationalspieler Spaniens an der U-20-Europameisterschaft in Portugal (2022) teil, bei der er mit der Mannschaft Europameister wurde. Er stand bis Oktober 2022 in 32 Spielen im Aufgebot der spanischen Nachwuchsteams und erzielte dabei 29 Tore.